# جراد الماء العذب الهادئ
جراد الماء العذب الهادئ (نسبةً إلى المحيط الهادئ) (الاسم العلمي: Pacifastacus)، جنس من جراد المياه العذبة موطنه الأصلي غرب أمريكا الشمالية (الولايات المتحدة الأمريكية وكندا)، ويشتمل على ستة أنواع، اثنان منها منقرضان
- †Pacifastacus chenoderma (أحفورية: العصر الميوسيني – العصر البليوسيني)
- Pacifastacus connectens
- Pacifastacus fortis – Shasta crayfish
- Pacifastacus gambelii
- Pacifastacus leniusculus – signal crayfish
- †Pacifastacus nigrescens – Sooty crayfish